# Carlos Oliveira
Carlos Oliveira (ur. ?) – były kubański piłkarz, reprezentant kraju. Podczas kariery występował na pozycji napastnika.

## Kariera klubowa
Podczas kariery piłkarskiej Carlos Oliveira występował w klubie Hispano America.

## Kariera reprezentacyjna
Carlos Oliveira występował w reprezentacji Kuby w latach trzydziestych. W 1938 roku uczestniczył w mistrzostwach świata. Na mundialu we Francji był rezerwowym i nie wystąpił w żadnym spotkaniu.